# Espanha durante a Segunda Guerra Mundial

Espanha Franquista

Durante a Segunda Guerra Mundial, o Estado espanhol sob Francisco Franco defendeu a neutralidade como sua política oficial de guerra. Essa neutralidade vacilou às vezes e a "neutralidade estrita" deu lugar à "não beligerância" após a queda da França em junho de 1940. Franco escreveu a Adolf Hitler oferecendo-se para ingressar na guerra em 19 de junho de 1940 em troca de ajuda na construção do império colonial espanhol. Mais tarde, no mesmo ano, Franco se reuniu com Hitler em Hendaye para discutir a possível ascensão da Espanha aos Poderes do Eixo. A reunião não levou a lugar nenhum, mas Franco ajudou o Eixo - cujos membros a Itália e a Alemanha o apoiaram durante a Guerra Civil Espanhola (1936-1939) - de várias maneiras.
Apesar da simpatia ideológica, Franco chegou a colocar exércitos de campanha nos Pirenéus para impedir a ocupação do Eixo na Península Ibérica. A política espanhola frustrou as propostas do Eixo que teriam encorajado Franco a tomar o Gibraltar controlado pelos britânicos. Muito do motivo da relutância dos espanhóis em aderir à guerra foi devido à dependência da Espanha das importações dos Estados Unidos. A Espanha ainda estava se recuperando da guerra civil e Franco sabia que suas forças armadas não seriam capazes de defender as Ilhas Canárias e o Marrocos espanhol de um ataque britânico.
Em 1941, Franco aprovou o recrutamento de voluntários para a Alemanha com a garantia de que eles lutariam apenas contra a União Soviética e não contra os Aliados ocidentais. Isso resultou na formação da Divisão Azul, que lutou como parte do exército alemão na Frente Oriental entre 1941 e 1944.
A política espanhola voltou à "neutralidade estrita" quando a maré da guerra começou a se voltar contra o Eixo. A pressão americana em 1944 para que a Espanha parasse as exportações de tungstênio para a Alemanha e retirasse a Divisão Azul levou a um embargo do petróleo que forçou Franco a ceder. Após a guerra, a Espanha não foi autorizada a ingressar nas Nações Unidas recentemente criadas por causa do apoio ao Eixo durante a guerra, e a Espanha foi isolada por muitos outros países até meados da década de 1950.

## Política Doméstica
Durante a Segunda Guerra Mundial, a Espanha era governada por um governo autocrático mas apesar das tendências pró-Eixo de Franco e da dívida de gratidão a Benito Mussolini e Adolf Hitler, o governo estava dividido entre germanófilos e anglófilos. Quando a guerra começou, o anglófilo Juan Beigbeder Atienza era ministro das Relações Exteriores. As vitórias alemãs convenceram Franco a substituí-lo por Ramón Serrano Súñer, cunhado de Franco e um forte germanófilo (18 de outubro de 1940). Após as vitórias dos Aliados no Norte da África no verão de 1942, Franco mudou de rumo novamente, substituindo Serrano Súñer pelo pró-britânico Francisco Gómez-Jordana Sousa em setembro. Outro anglófilo influente foi o duque de Alba, embaixador da Espanha em Londres.

## Diplomacia
Desde o início da Segunda Guerra Mundial, a Espanha favoreceu as Potências do Eixo. Além da ideologia, a Espanha tinha uma dívida com a Alemanha de US $ 212 milhões pelo fornecimento de material durante a Guerra Civil. De fato, em junho de 1940, após a queda da França, o embaixador espanhol em Berlim apresentou um memorando no qual Franco declarava estar "pronto, sob certas condições, para entrar na guerra ao lado da Alemanha e da Itália". Franco tinha decidido cautelosamente entrar na guerra do lado do Eixo em junho de 1940, e para preparar seu povo para a guerra, uma campanha anti-britânica e anti-francesa foi lançada na mídia espanhola que exigia o Marrocos francês, Camarões e o retorno de Gibraltar. Em 19 de junho de 1940, Franco enviou uma mensagem a Hitler dizendo que queria entrar na guerra, mas Hitler ficou irritado com a demanda de Franco pela colônia francesa de Camarões, que havia sido alemã antes da Primeira Guerra Mundial, e que Hitler estava planejando conquistar de volta.

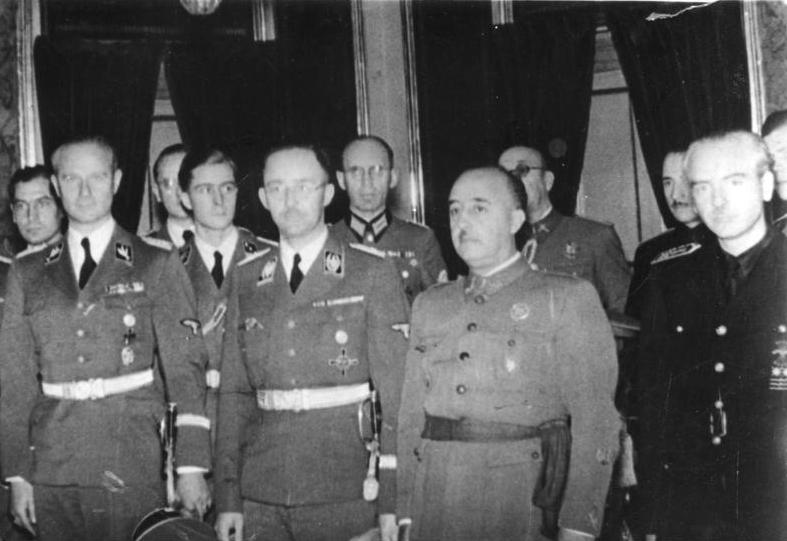
Franco com Karl Wolff, Heinrich Himmler e Serrano-Suñer em 1940

Hitler e Franco se encontraram apenas uma vez em Hendaye, França, em 23 de outubro de 1940 para acertar os detalhes de uma aliança. A essa altura, as vantagens haviam se tornado menos claras para ambos os lados. Franco pediu muito de Hitler. Em troca de entrar na guerra ao lado da aliança da Alemanha e da Itália, Franco, entre muitas coisas, exigiu fortificação pesada das Ilhas Canárias, bem como grandes quantidades de grãos, combustível, veículos armados, aeronaves militares e outros armamentos. Em resposta às exigências quase impossíveis de Franco, Hitler ameaçou Franco com uma possível anexação do território espanhol pela França de Vichy. No final do dia, nenhum acordo foi alcançado. Poucos dias depois, na Alemanha, Hitler disse a Mussolini a famosa frase: " Prefiro ter três ou quatro dentes arrancados do que falar com aquele homem de novo! " Está sujeito a debate histórico se Franco exagerou ao exigir muito de Hitler para a entrada dos espanhóis na guerra ou se ele deliberadamente frustrou o ditador alemão ao estabelecer o preço de sua aliança irrealisticamente alto, sabendo que Hitler recusaria suas exigências e assim, salvar a Espanha de entrar em outra guerra devastadora.
O Reino Unido e os EUA usaram incentivos econômicos para manter a Espanha neutra em 1940.

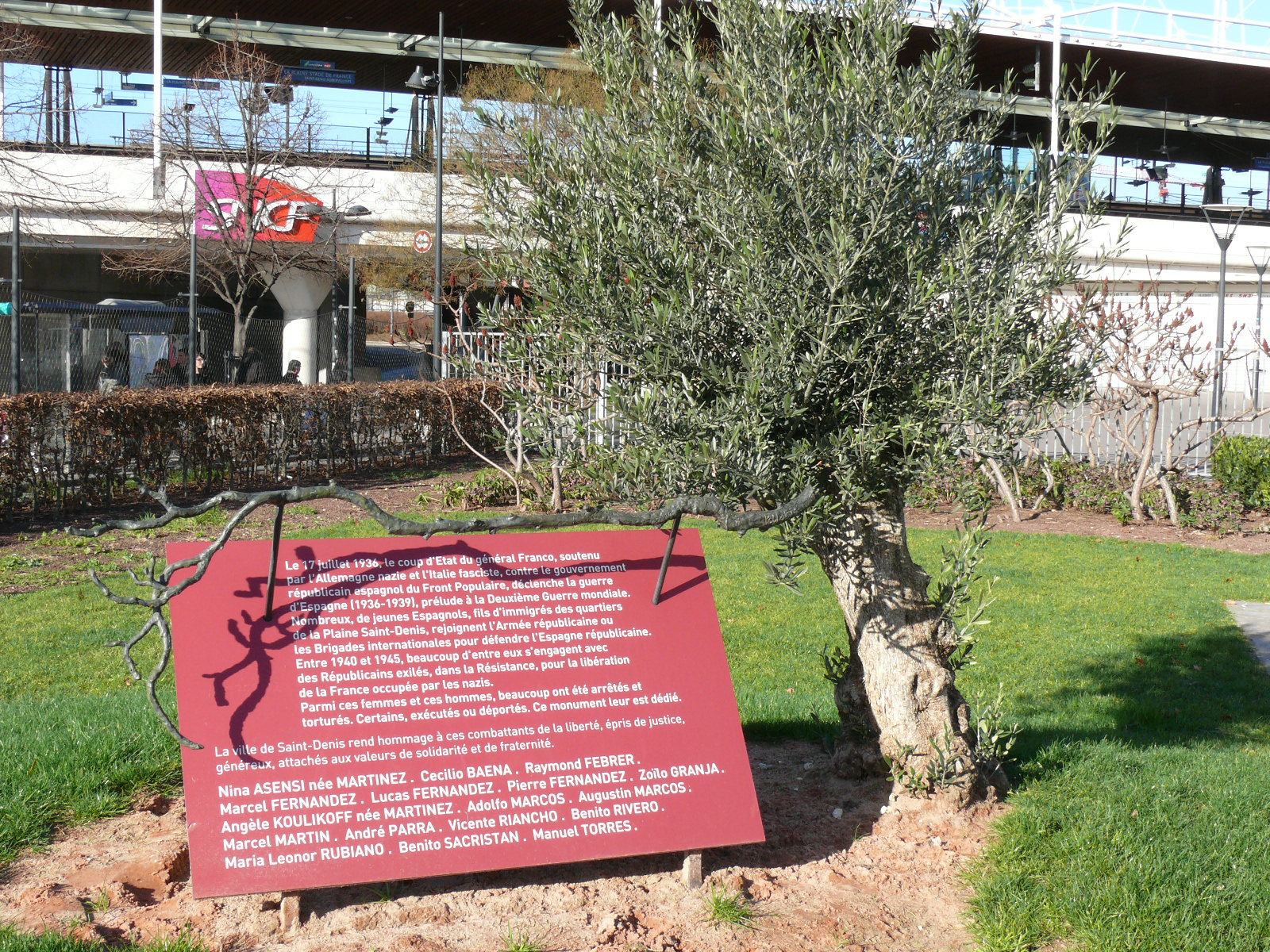
Memorial aos imigrantes espanhóis na França que lutaram na Guerra Civil Espanhola e na Resistência Francesa. Jardim dos Direitos da Criança, Saint-Denis

A Espanha dependia do fornecimento de petróleo dos Estados Unidos, e os Estados Unidos concordaram em ouvir as recomendações britânicas sobre o assunto. Como resultado, os espanhóis foram informados de que os suprimentos seriam restritos, embora com uma reserva de dez semanas. Na falta de uma marinha forte, qualquer intervenção espanhola dependeria, inevitavelmente, da capacidade alemã de fornecer petróleo. Algumas das atividades da própria Alemanha dependiam de reservas de petróleo francesas capturadas, portanto, as necessidades adicionais da Espanha não ajudaram em nada. Do ponto de vista alemão, a reação ativa de Vichy aos ataques britânicos e franceses livres (Destruição da Frota Francesa em Mers-el-Kebir e Dakar ) foi encorajadora, então talvez a intervenção espanhola fosse menos vital. Além disso, para manter Vichy "do lado", as mudanças territoriais propostas no Marrocos tornaram-se um constrangimento potencial e foram diluídas. Como consequência disso, nenhum dos lados fez concessões suficientes e, depois de nove horas, as negociações fracassaram.
Em dezembro de 1940, Hitler contatou Franco novamente por meio de uma carta enviada pelo embaixador alemão na Espanha e voltou à questão de Gibraltar. Hitler tentou forçar a mão de Franco com um pedido direto para a passagem de várias divisões de tropas alemãs pela Espanha para atacar Gibraltar. Franco recusou, citando o perigo que o Reino Unido ainda representava para a Espanha e as colônias espanholas. Em sua carta de retorno, Franco disse a Hitler que queria esperar até que a Grã-Bretanha "estivesse à beira do colapso". Em uma segunda carta diplomática, Hitler endureceu e ofereceu grãos e suprimentos militares à Espanha como incentivo. Por esta altura, no entanto, as tropas italianas estavam a ser derrotadas pelos britânicos na Cirenaica e na África Oriental italiana, e a Marinha Real tinha mostrado a sua liberdade de acção nas águas italianas. O Reino Unido claramente não estava acabado. Franco respondeu "que o fato deixou para trás as circunstâncias de outubro" e "o Protocolo então acordado deve agora ser considerado obsoleto".

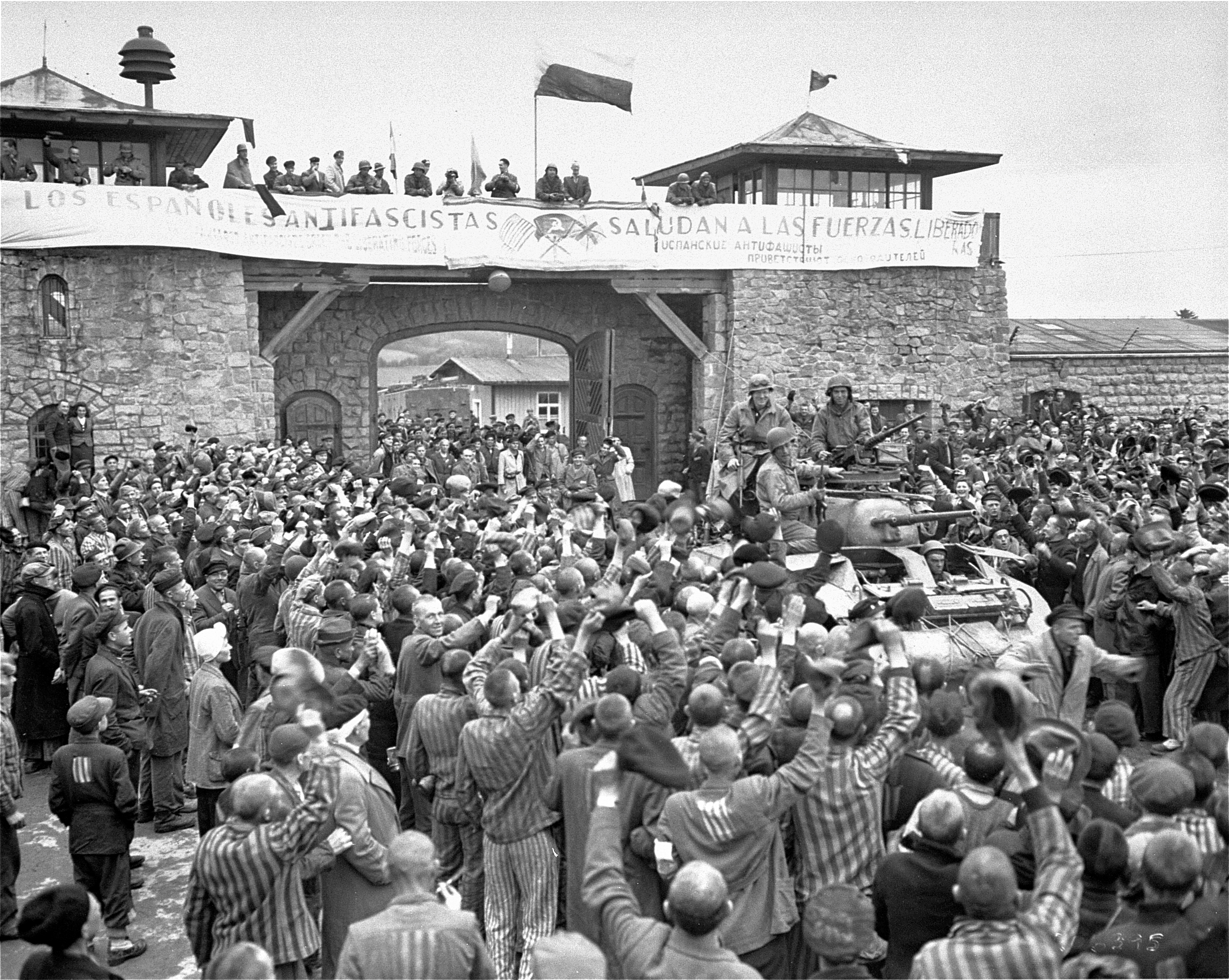
Os prisioneiros antifascistas espanhóis em Mauthausen estendem uma bandeira para saudar os Aliados

A pedido de Hitler, Franco também se encontrou em particular com o líder italiano Benito Mussolini em Bordighera, Itália, em 12 de fevereiro de 1941.  Hitler esperava que Mussolini pudesse persuadir Franco a entrar na guerra. No entanto, Mussolini não estava interessado na ajuda de Franco após a série de derrotas que suas forças sofreram recentemente no Norte da África e nos Bálcãs.
Franco assinou o Pacto Anti-Comintern em 25 de novembro de 1941. Em 1942, o planejamento da Operação Tocha (desembarques americanos no Norte da África) foi consideravelmente influenciado pela apreensão de que poderia precipitar a Espanha a abandonar a neutralidade e aderir ao Eixo, caso em que o Estreito de Gibraltar poderia ser fechado. Para fazer face a esta contingência, foi decidido pelos Chefes de Estado-Maior Combinado incluir um desembarque em Casablanca, de forma a ter a opção de uma rota terrestre via território marroquino contornando o Estreito.
A política de Franco de apoio aberto às Potências do Eixo levou a um período de isolamento do pós-guerra para a Espanha, pois o comércio com a maioria dos países cessou. O presidente dos Estados Unidos, Franklin Roosevelt, que havia garantido a Franco que a Espanha não sofreria as consequências dos Aliados, morreu em abril de 1945. O sucessor de Roosevelt, Harry S. Truman, assim como os novos governos aliados, foram menos amigáveis com Franco. Vários países retiraram seus embaixadores, e a Espanha não foi admitida nas Nações Unidas até 1955.

## Forças Armadas
Embora tenha procurado evitar entrar na guerra, a Espanha fez planos para a defesa do país. Inicialmente, a maior parte do exército espanhol estava estacionado no sul da Espanha para o caso de um ataque aliado de Gibraltar durante 1940 e 1941. No entanto, Franco ordenou uma redistribuição gradual para as montanhas dos Pirenéus ao longo da fronteira francesa no caso de uma possível invasão alemã da Espanha, à medida que o interesse do Eixo em Gibraltar aumentava. Quando ficou claro que os Aliados estavam ganhando vantagem no conflito, Franco reuniu todas as suas tropas na fronteira com a França e recebeu garantias pessoais dos líderes dos países aliados de que não desejavam invadir a Espanha.

### Exercito Espanhol durante a guerra
No final da Guerra Civil em 1939, o Ministério do Exército e o Ministério da Marinha foram reorganizados e o Ministério da Força Aérea foi criado. As Capitanias Gerais foram restabelecidas, com base em oito Corpos do Exército na península e dois no Marrocos. Em 1943, a IX Região Militar (Granada) e a Primeira Divisão Blindada (20 de agosto de 1943) foram criadas dentro da Reserva Geral.

No final da Segunda Guerra Mundial em 1945, a Espanha tinha 300 000 homens alistados, 25 000 sargentos e 25 000 chefes e oficiais do Exército. Suas armas estavam agora muito obsoletas, devido à rápida evolução tecnológica que ocorreu durante a guerra.

### Operação Felix

Planos de invasão da Alemanha nazista e prováveis rotas de invasão britânica

Antes do encontro de Franco e Hitler em outubro de 1940 em Hendaye, havia planos hispano-alemães para um ataque, da Espanha, ao território britânico de Gibraltar, uma dependência e base militar britânica. Na época, Gibraltar era importante para o controle da saída ocidental do Mediterrâneo e das rotas marítimas para o Canal de Suez e Oriente Médio, bem como para as patrulhas atlânticas. Os alemães também apreciaram a importância estratégica do noroeste da África para bases e como uma rota para qualquer futuro envolvimento americano. Portanto, os planos incluíam a ocupação da região por forças alemãs substanciais, para evitar qualquer tentativa futura de invasão dos Aliados.
O plano, Operação Félix, estava em forma detalhada antes do fracasso das negociações em Hendaye. Em março de 1941, os recursos militares estavam sendo reservados para Barbarossa e a União Soviética. A Operação Felix-Heinrich era uma forma alterada de Felix que seria invocada assim que certos objetivos na Rússia fossem alcançados. No caso, essas condições não foram cumpridas e Franco ainda se absteve de entrar na guerra.
Depois da guerra, o Marechal de Campo Wilhelm Keitel disse: "Em vez de atacar a Rússia, deveríamos ter estrangulado o Império Britânico fechando o Mediterrâneo. O primeiro passo da operação teria sido a conquista de Gibraltar. Essa foi outra grande oportunidade que perdemos". Se isso tivesse acontecido, Hermann Göring propôs que a Alemanha "oferecesse à Grã-Bretanha o direito de retomar o tráfico pacífico através do Mediterrâneo se ela chegasse a um acordo com a Alemanha e se juntasse a nós na guerra contra a Rússia".
À medida que a guerra progredia e a maré virava contra o Eixo, os alemães planejaram o evento de um ataque Aliado pela Espanha. Havia três planos sucessivos, progressivamente menos agressivos à medida que a capacidade alemã diminuía:

### Operação Isabella
Isso foi planejado em abril de 1941 como uma reação a uma proposta de desembarque britânico na Península Ibérica perto de Gibraltar. As tropas alemãs avançariam então para a Espanha para apoiar Franco e expulsar os britânicos onde quer que desembarcassem.

### OperaçãoIlonaouGisella
Ilona era uma versão reduzida de Isabella, posteriormente renomeada como Gisella. Idealizado em maio de 1942, para ser invocado independentemente de a Espanha permanecer neutra ou não. Dez divisões alemãs avançariam para Barcelona e, se necessário, para Salamanca para apoiar o exército espanhol na luta contra outro desembarque aliado proposto, seja da costa do Mediterrâneo ou do Atlântico

### OperaçãoNurnberg
Idealizado em junho de 1943, Nurnberg era puramente uma operação defensiva nos Pireneus ao longo de ambos os lados da fronteira franco-espanhola no caso de desembarques Aliados na Península Ibérica, que deveriam repelir um avanço Aliado da Espanha para a França.

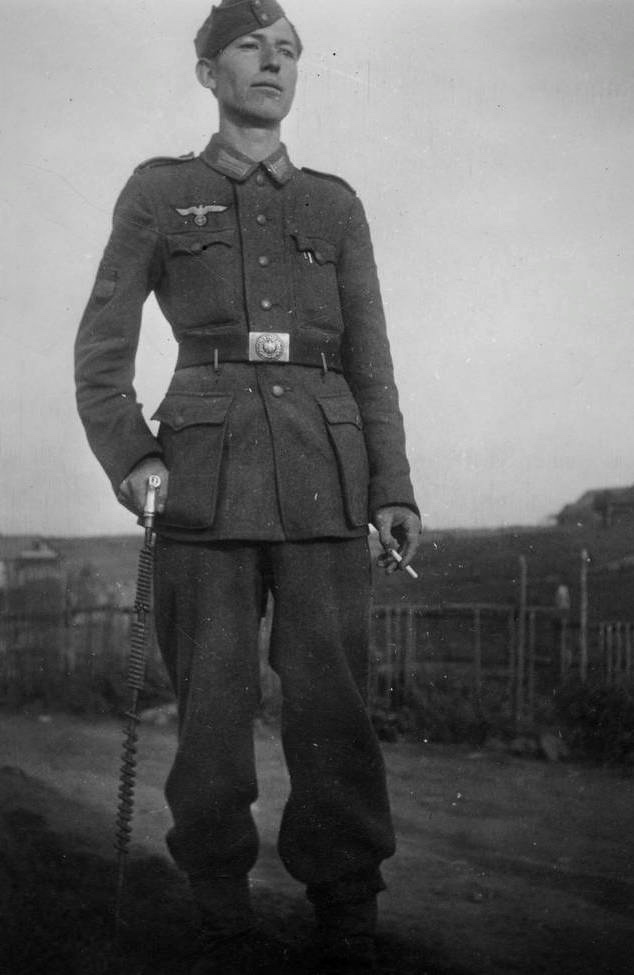
Um voluntário espanhol da Divisão Azul

## Reabastecimento de submarinos alemães
As fontes diferem e listam 25-26 casos de submarinos alemães atendidos em portos espanhóis documentados, ocorrendo entre janeiro de 1940 e fevereiro de 1944: 5 em 1940, 16 em 1941, 3 (2) em 1942, nenhum em 1943 e 1 ( 0) em 1944. A maioria era de operações programadas e 3 eram casos de emergência. Os portos usados foram Vigo (7–8), Las Palmas (6), Cádiz (6) e El Ferrol (5). Ao todo, foram 1 508 toneladas de gasóleo e 37,1 toneladas de óleo pesado bombeadas; na maioria dos casos também foram entregues lubrificantes, água e alimentos, em alguns casos cartas de navegação e kits de primeiros socorros, e em 3 casos havia torpedos carregados. Em alguns casos, marinheiros alemães feridos ou doentes foram retirados do navio. Quase todos os casos ocorreram durante a noite, embora dois reparos de emergência tenham demorado alguns dias. Estavam envolvidos 4 navios de abastecimento alemães ("Thalia", "Bessel", "Max Albrecht" e "Corrientes"). Em um caso, a operação de reabastecimento foi abandonada, pois se descobriu que o submarino em questão estava danificado e impróprio para o processo.

## Ocupação de Tânger
As tropas espanholas ocuparam a Zona Internacional de Tânger em 14 de junho de 1940, no mesmo dia em que Paris caiu nas mãos dos alemães. Apesar dos apelos do escritor Rafael Sánchez Mazas e de outros nacionalistas espanhóis para anexar Tânger, o regime de Franco considerou publicamente a ocupação uma medida temporária de guerra.  Uma disputa diplomática entre a Grã-Bretanha e a Espanha sobre a abolição das instituições internacionais da cidade em novembro de 1940 levou a uma nova garantia dos direitos britânicos e uma promessa espanhola de não fortificar a área. Em maio de 1944, embora tenha servido como um ponto de contato entre ele e os poderes do Eixo posteriores durante a Guerra Civil Espanhola, Franco expulsou todos os diplomatas alemães da área. 
O território foi restaurado ao seu status anterior à guerra em 11 de outubro de 1945. Em julho de 1952, os poderes protetores se reuniram em Rabat para discutir o futuro da Zona, concordando em aboli-la. Tânger juntou-se ao resto do Marrocos após a restauração da soberania total em 1956.

## Voluntários
A maior parte do envolvimento da Espanha na guerra foi por meio de voluntários. Eles lutaram por ambos os lados, em grande parte refletindo as lealdades da guerra civil.

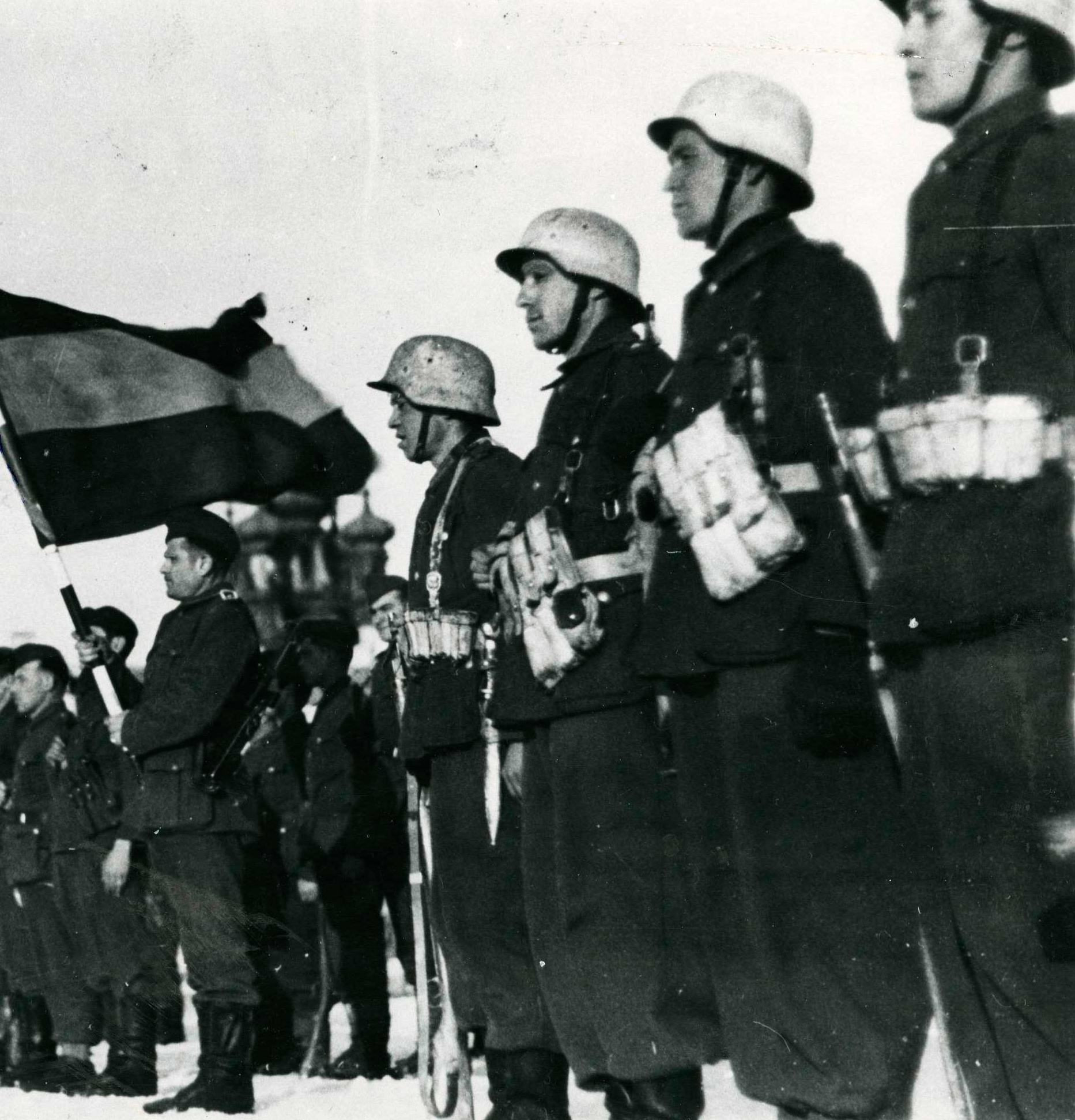
Voluntários espanhóis em ato oficial

### Voluntários espanhóis no serviço Axis
Embora o caudilho espanhol Francisco Franco não tenha trazido a Espanha para a Segunda Guerra Mundial ao lado do Eixo, ele permitiu que voluntários se juntassem ao Exército Alemão na condição clara e garantida de que lutariam contra o Bolchevismo (Comunismo Soviético) na Frente Oriental, e não contra os Aliados ocidentais. Desta forma, ele poderia manter a Espanha em paz com os Aliados ocidentais, enquanto retribuía o apoio alemão durante a Guerra Civil Espanhola e fornecia uma saída para os fortes sentimentos anticomunistas de muitos nacionalistas espanhóis. O chanceler espanhol Ramón Serrano Súñer sugeriu a formação de um corpo de voluntários e, no início da Operação Barbarossa, Franco enviou uma oferta oficial de ajuda a Berlim.
Hitler aprovou o uso de voluntários espanhóis em 24 de junho de 1941. Os voluntários se aglomeraram em escritórios de recrutamento em todas as áreas metropolitanas da Espanha. Os cadetes da escola de treinamento de oficiais em Zaragoza se voluntariaram em número particularmente grande. Inicialmente, o governo espanhol estava preparado para enviar cerca de 4.000 homens, mas logo percebeu que havia voluntários mais do que suficientes para preencher uma divisão inteira: - a Divisão Azul ou Divisão Azul sob Agustín Muñoz Grandes - incluindo um esquadrão da Força Aérea - o Esquadrão Azul, 18.104 homens ao todo, com 2.612 oficiais e 15.492 soldados.
A Divisão Azul foi treinada na Alemanha antes de servir no Cerco de Leningrado, e principalmente na Batalha de Krasny Bor, onde os 6 000 soldados espanhóis do General Infantes repeliram cerca de 30 000 soldados soviéticos. Em agosto de 1942, foi transferido do norte para o flanco sudeste do Cerco de Leningrado, ao sul do Neva perto de Pushkin, Kolpino e Krasny Bor na área do rio Izhora. Após o colapso da frente sul alemã após a Batalha de Stalingrado, mais tropas alemãs foram enviadas para o sul. A essa altura, o general Emilio Esteban Infantes havia assumido o comando. A Divisão Azul enfrentou uma grande tentativa soviética de quebrar o cerco de Leningrado em fevereiro de 1943, quando o 55º Exército das forças soviéticas, revigorado após a vitória em Stalingrado, atacou as posições espanholas na Batalha de Krasny Bor, perto da principal cidade de Moscou. Estrada de Leningrado. Apesar das pesadas baixas, os espanhóis conseguiram manter sua posição contra uma força soviética sete vezes maior e apoiada por tanques. O ataque foi contido e o cerco de Leningrado foi mantido por mais um ano. A divisão permaneceu na frente de Leningrado, onde continuou a sofrer pesadas baixas devido ao clima e à ação inimiga. Em outubro de 1943, com a Espanha sob forte pressão diplomática, a Divisão Azul foi mandada para casa, deixando uma força simbólica até março de 1944. Ao todo, cerca de 45 000 espanhóis, a maioria voluntários comprometidos, serviram na Frente Oriental e cerca de 4 500 morreram. O desejo de Joseph Stalin de retaliar contra Franco fazendo da invasão aliada da Espanha a primeira ordem do dia na Conferência de Potsdam em julho de 1945 não foi apoiado por Harry S. Truman e Winston Churchill. Cansado da guerra e sem vontade de continuar o conflito, Truman e Churchill persuadiram Stalin a aceitar um embargo comercial total contra a Espanha.

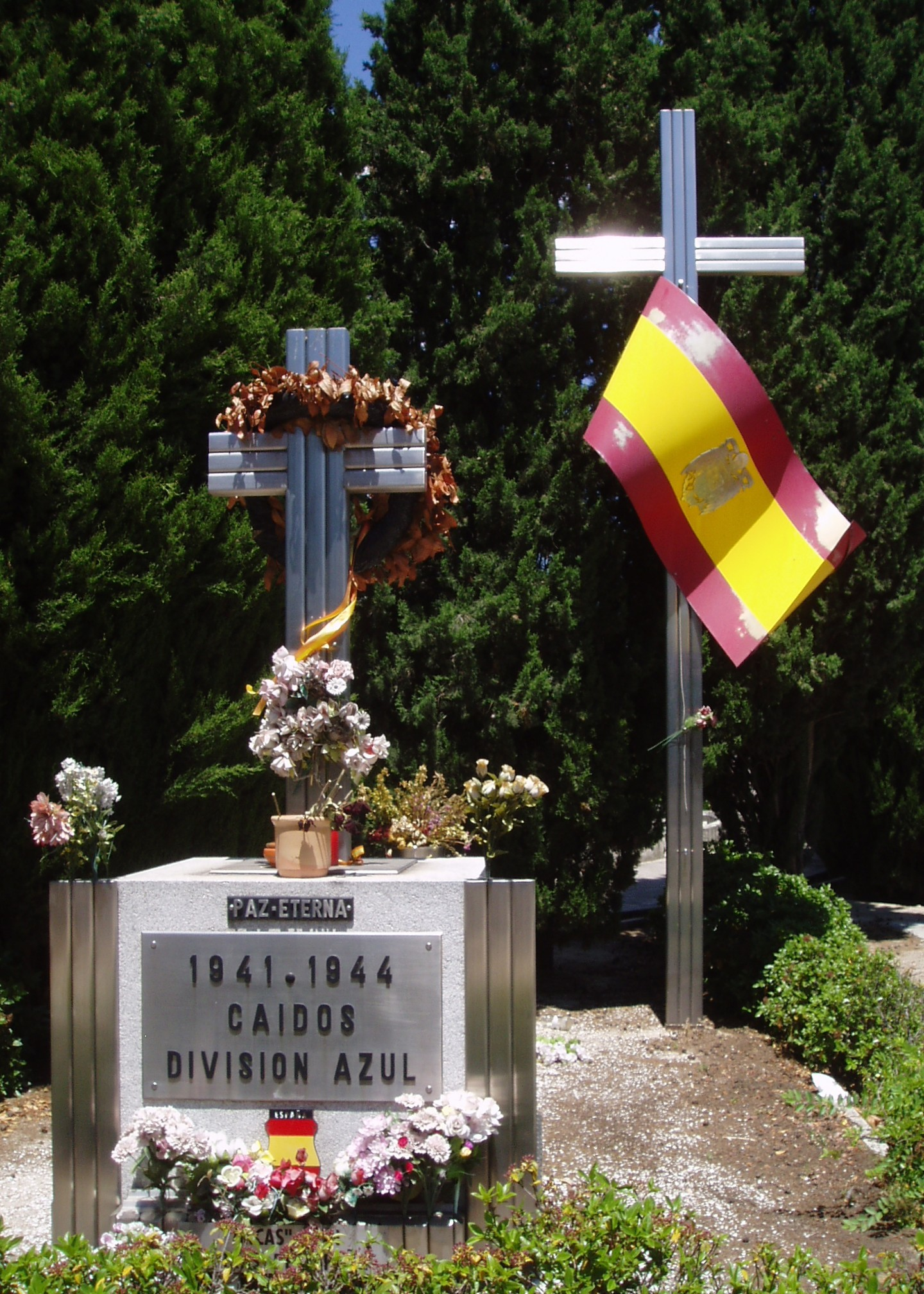
Memorial da Divisão Azul do Cemitério La Almudena, Madrid

372 membros da Divisão Azul, a Legião Azul, ou voluntários da Spanische-Freiwilligen Kompanie der SS 101, foram feitos prisioneiros pelo Exército Vermelho vitorioso; 286 desses homens foram mantidos em cativeiro até 2 de abril de 1954, quando retornaram à Espanha a bordo do navio Semiramis, fornecido pela Cruz Vermelha Internacional.

### Voluntários espanhóis em serviço aliado

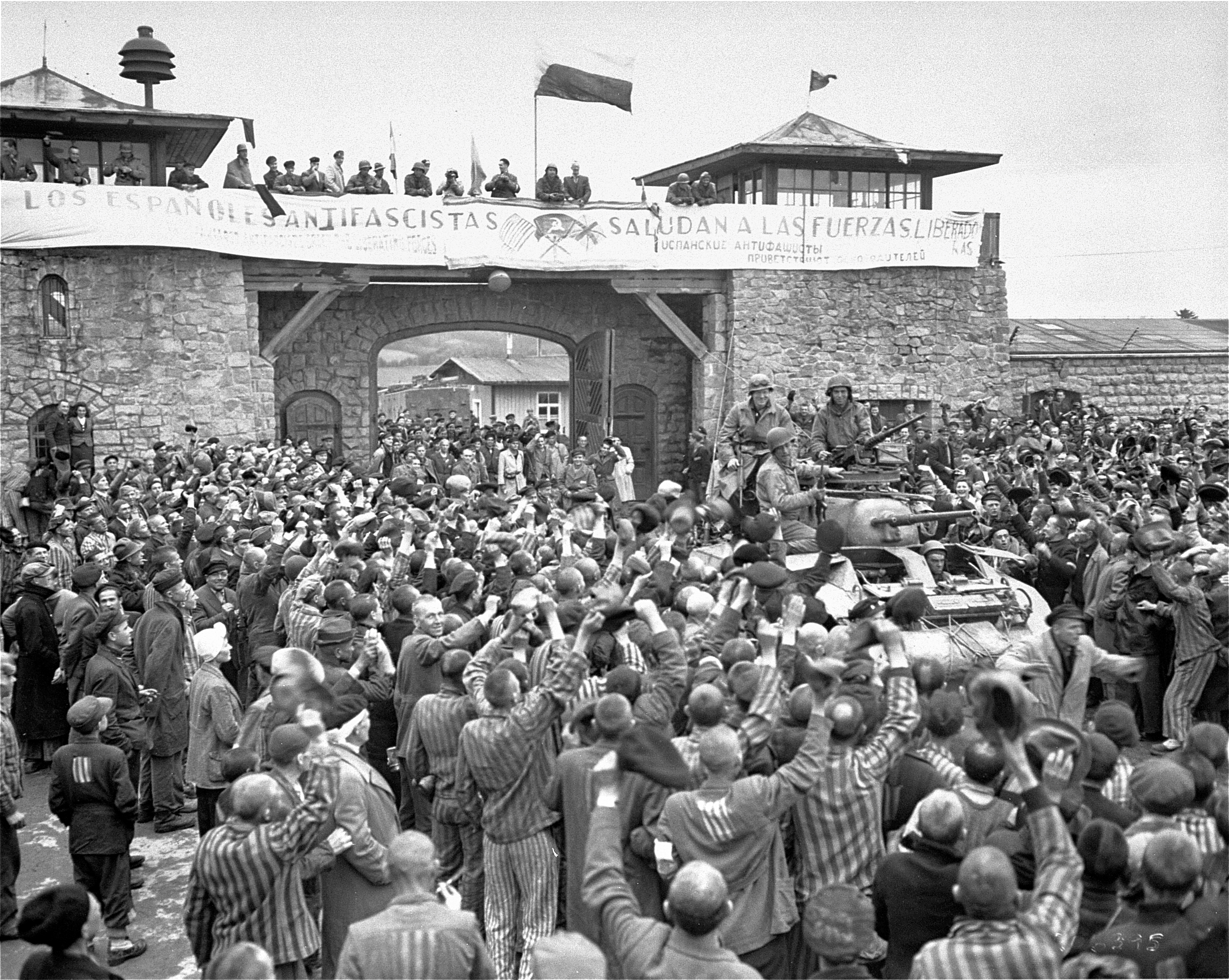
Um carro blindado M8 Greyhound da 11ª Divisão Blindada do Exército dos EUA entrando no campo de concentração de Mauthausen. A faixa ao fundo (em espanhol) diz "Os espanhóis antifascistas saúdam as forças de libertação".

Após a derrota na Guerra Civil Espanhola, vários veteranos e civis republicanos foram para o exílio na França; a República Francesa os internou em campos de refugiados, como Camp Gurs, no sul da França. Para melhorar suas condições, muitos se juntaram à Legião Estrangeira Francesa no início da Segunda Guerra Mundial, constituindo uma parte considerável dela. Cerca de 60 mil juntaram-se à Resistência Francesa, principalmente como guerrilheiros, com alguns também continuando a luta contra Francisco Franco. Vários milhares mais se juntaram às Forças Francesas Livres e lutaram contra as Potências do Eixo. Algumas fontes afirmam que cerca de 2 000 serviram na Segunda Divisão Francesa do General Leclerc, muitos deles da antiga Coluna Durruti.
A 9ª Companhia Blindada era composta quase inteiramente por veteranos espanhóis experientes nas batalhas; tornou-se a primeira unidade militar aliada a entrar em Paris após sua libertação em agosto de 1944, onde se encontrou com um grande número de maquis espanhóis lutando ao lado de combatentes da resistência francesa. Além disso, 1 000 republicanos espanhóis serviram na 13ª Meia-brigada da Legião Estrangeira Francesa.
Na Europa Oriental, a União Soviética recebeu ex-líderes comunistas espanhóis e crianças evacuadas de famílias republicanas. Quando a Alemanha invadiu a União Soviética em 1941, muitos, como o general comunista Enrique Líster, alistaram-se no Exército Vermelho. De acordo com Beevor, 700 republicanos espanhóis serviram no Exército Vermelho e outros 700 operaram como guerrilheiros atrás das linhas alemãs. Espanhóis individuais, como o agente duplo Juan Pujol García (codinome GARBO), também trabalharam para a causa Aliada.

## Subornos por MI6
De acordo com um livro de 2008, Winston Churchill autorizou milhões de dólares em subornos a generais espanhóis em um esforço para influenciar o general Franco a não entrar na guerra ao lado da Alemanha. Em maio de 2013, arquivos foram divulgados mostrando que o MI6 gastou o equivalente atual a mais de US$ 200 milhões subornando oficiais militares espanhóis, armadores e outros agentes para manter a Espanha fora da guerra.

## Recursos e comércio
Apesar da falta de dinheiro, petróleo e outros suprimentos, a Espanha franquista conseguiu fornecer alguns materiais essenciais para a Alemanha. Houve uma série de acordos comerciais secretos de tempo de guerra entre os dois países. O principal recurso era o minério de volfrâmio (ou tungstênio) das minas de propriedade da Alemanha na Espanha. O tungstênio era essencial para a Alemanha por sua engenharia de precisão avançada e, portanto, para a produção de armamentos. Apesar das tentativas dos Aliados de comprar todos os suprimentos disponíveis, que dispararam de preço, e dos esforços diplomáticos para influenciar a Espanha, os suprimentos para a Alemanha continuaram até agosto de 1944.
O pagamento do volfrâmio foi efetivamente definido como contrapartida da dívida espanhola com a Alemanha. Outros minerais incluem minério de ferro, zinco, chumbo e mercúrio. A Espanha também atuou como um canal para mercadorias da América do Sul, por exemplo, diamantes industriais e platina. Após a guerra, foram encontradas evidências de transações significativas de ouro entre a Alemanha e a Espanha, encerradas apenas em maio de 1945. Acreditava-se que estes eram derivados do saque nazista de terras ocupadas, mas as tentativas dos Aliados de obter o controle do ouro e devolvê-lo foram em grande parte frustradas.

## Espionagem e sabotagem

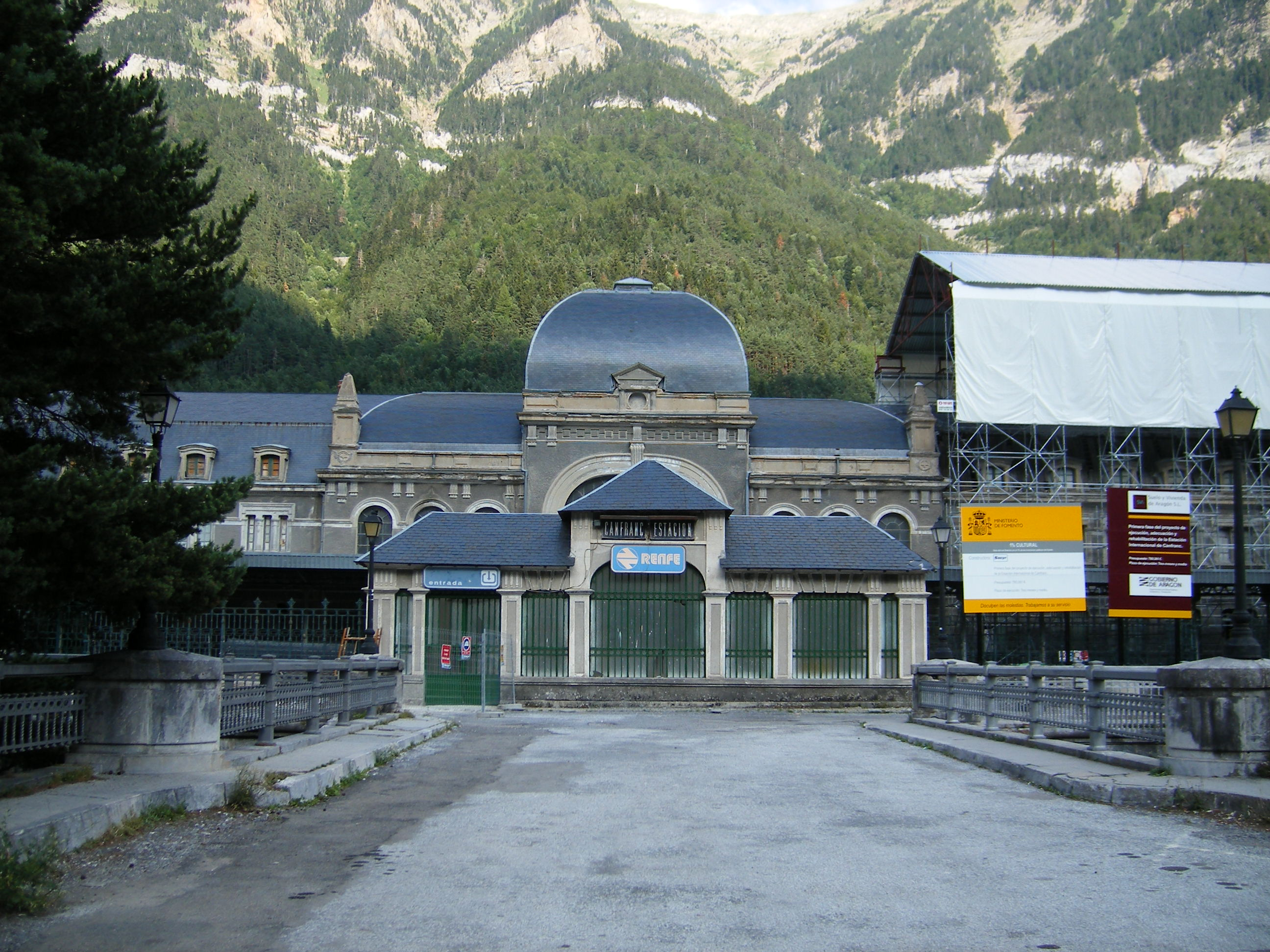
A estação internacional de Canfranc

Enquanto a Espanha o permitiu, a Abwehr - a organização de inteligência alemã - foi capaz de operar na Espanha e no Marrocos espanhol, muitas vezes com a cooperação do governo nacionalista. As instalações de Gibraltar foram o principal alvo de sabotagem, usando trabalhadores espanhóis anti-britânicos simpáticos. Um desses ataques ocorreu em junho de 1943, quando uma bomba causou um incêndio e explosões no estaleiro. Os britânicos foram geralmente mais bem-sucedidos depois disso e conseguiram usar agentes transformados e simpáticos espanhóis antifascistas para descobrir ataques subsequentes. Um total de 43 tentativas de sabotagem foram evitadas dessa forma. Em janeiro de 1944, um gibraltino e dois trabalhadores espanhóis, condenados por tentativa de sabotagem, foram executados.
A Abwehr também financiou, treinou e equipou sabotadores para atacar os meios navais britânicos. Os alemães contataram um oficial do estado-maior espanhol do Campo de Gibraltar, o tenente-coronel Eleuterio Sánchez Rubio, um oficial do exército espanhol, membro da Falange e coordenador das operações de inteligência no Campo,  para estabelecer uma rede de sabotadores com acesso a Gibraltar. Sánchez Rubio designou Emilio Plazas Tejera, também membro da Falange, como chefe de operações da organização. Os agentes espanhóis afundaram a traineira armada HMTErin, e destruiu o HMT Honju, que resultou na morte de seis marinheiros britânicos em 18 de janeiro de 1942. Plazas foi auxiliado pelo comandante naval espanhol de Puente Mayorga, Manuel Romero Hume, que lhe permitiu encalhar um barco a remo ali.
O Abwehr também mantinha postos de observação ao longo de ambos os lados do Estreito de Gibraltar, informando sobre os movimentos dos navios. Um agente alemão em Cádis foi o alvo de uma operação de desinformação bem-sucedida dos Aliados, a Operação Mincemeat, antes da invasão da Sicília em 1943. No início de 1944, a situação mudou. Os Aliados estavam claramente ganhando vantagem sobre o Eixo e um agente duplo forneceu informações suficientes para a Grã-Bretanha fazer um protesto detalhado ao governo espanhol. Como resultado, o governo espanhol declarou sua "neutralidade estrita". A operação da Abwehr no sul da Espanha foi consequentemente encerrada. A estação ferroviária de Canfranc era o canal de contrabando de pessoas e informações da França de Vichy para o consulado britânico em San Sebastián. A estação fronteiriça mais próxima de Irún não poderia ser usada porque fazia fronteira com a França ocupada.

## Judeus e outros refugiados
Nos primeiros anos da guerra, "as leis que regulamentavam sua admissão foram escritas e quase sempre ignoradas". Eles eram principalmente da Europa Ocidental, fugindo da deportação para campos de concentração da França ocupada, mas também judeus da Europa Oriental, especialmente da Hungria. Trudi Alexy se refere ao "absurdo" e "paradoxo de refugiados que fogem da Solução Final nazista para buscar asilo em um país onde nenhum judeu teve permissão de viver abertamente como judeu por mais de quatro séculos".
Ao longo da Segunda Guerra Mundial, diplomatas espanhóis do governo de Franco estenderam sua proteção aos judeus do Leste Europeu, especialmente na Hungria. Judeus com ascendência espanhola receberam documentação espanhola sem a necessidade de provar seu caso e partiram para a Espanha ou sobreviveram à guerra com a ajuda de seu novo status legal nos países ocupados.
Assim que a maré da guerra começou a mudar e o conde Francisco Gómez-Jordana Sousa sucedeu ao cunhado de Franco Serrano Súñer como ministro das Relações Exteriores da Espanha, a diplomacia espanhola tornou-se "mais simpática aos judeus", embora o próprio Franco "nunca tenha dito nada" sobre isso. Na mesma época, um contingente de médicos espanhóis que viajava pela Polônia foi totalmente informado dos planos de extermínio nazista pelo governador-geral Hans Frank, que teve a impressão de que eles compartilhariam suas opiniões sobre o assunto; quando voltaram para casa, passaram a história ao almirante Luís Carrero Blanco, que a contou a Franco.
Diplomatas discutiram a possibilidade da Espanha como uma rota para um campo de contenção para refugiados judeus perto de Casablanca, mas não deu em nada sem o apoio da França Livre e da Grã-Bretanha. No entanto, o controle da fronteira espanhola com a França relaxou um pouco nesta época, e milhares de judeus conseguiram cruzar para a Espanha (muitos por rotas de contrabandistas). Quase todos eles sobreviveram à guerra. O American Jewish Joint Distribution Committee operava abertamente em Barcelona.
Pouco depois, a Espanha começou a dar cidadania aos judeus sefarditas na Grécia, Hungria, Bulgária e Romênia; muitos judeus asquenazes também conseguiram ser incluídos, assim como alguns não-judeus. O chefe da missão espanhola em Budapeste, Ángel Sanz Briz, salvou milhares de Ashkenazim na Hungria, concedendo-lhes a cidadania espanhola, colocando-os em casas seguras e ensinando-lhes um espanhol mínimo para que pudessem fingir ser sefarditas, pelo menos para alguém que não sabia Espanhol. O corpo diplomático espanhol estava realizando um ato de equilíbrio: Alexy conjectura que o número de judeus que eles acolheram foi limitado pela quantidade de hostilidade alemã que eles estavam dispostos a gerar.
Perto do fim da guerra, Sanz Briz teve que fugir de Budapeste, deixando esses judeus expostos à prisão e deportação. Um diplomata italiano, Giorgio Perlasca, que vivia sob proteção espanhola, usou documentos falsos para persuadir as autoridades húngaras de que era o novo embaixador espanhol. Como tal, ele continuou a proteção espanhola dos judeus húngaros até a chegada do Exército Vermelho.
Embora a Espanha efetivamente tenha se comprometido mais para ajudar os judeus a escapar da deportação para os campos de concentração do que a maioria dos países neutros, tem havido debate sobre a atitude da Espanha em relação aos refugiados durante a guerra. O regime de Franco, apesar de sua aversão ao sionismo e "Judeo" - Maçonaria, não parece ter compartilhado a ideologia anti-semita raivosa promovida pelos nazistas. Cerca de 25 000 a 35 000 refugiados, principalmente judeus, foram autorizados a transitar pela Espanha para Portugal e além.
Alguns historiadores argumentam que esses fatos demonstram uma atitude humana por parte do regime de Franco, enquanto outros apontam que o regime só permitia o trânsito de judeus pela Espanha. Após a guerra, o regime de Franco foi bastante hospitaleiro para aqueles que haviam sido responsáveis pela deportação dos judeus, notadamente Louis Darquier de Pellepoix, Comissário para Assuntos Judaicos (maio de 1942 - fevereiro de 1944) sob o Regime de Vichy na França, e a muitos outros ex-nazistas, como Otto Skorzeny e Léon Degrelle, e outros ex-fascistas.
José María Finat e Escrivá de Romaní, chefe da segurança de Franco, emitiu uma ordem oficial datada de 13 de maio de 1941 a todos os governadores provinciais solicitando uma lista de todos os judeus, locais e estrangeiros, presentes em seus distritos. Depois que a lista de seis mil nomes foi compilada, Romaní foi nomeado embaixador da Espanha na Alemanha, o que lhe permitiu entregá-la pessoalmente a Himmler. Após a derrota da Alemanha em 1945, o governo espanhol tentou destruir todas as evidências de cooperação com os nazistas, mas essa ordem oficial sobreviveu.

## Reparações de guerra japonesas
No final da guerra, o Japão foi obrigado a pagar grandes quantias em dinheiro ou bens a várias nações para cobrir danos ou ferimentos infligidos durante a guerra. No caso da Espanha, as reparações foram devidas à morte de mais de uma centena de cidadãos espanhóis, incluindo vários missionários católicos, e à grande destruição de propriedades espanholas nas Filipinas durante a ocupação japonesa. Para esse efeito, em 1954, o Japão concluiu 54 acordos bilaterais, incluindo um com a Espanha por US$ 5,5 milhões, pagos em 1957.